# 굿

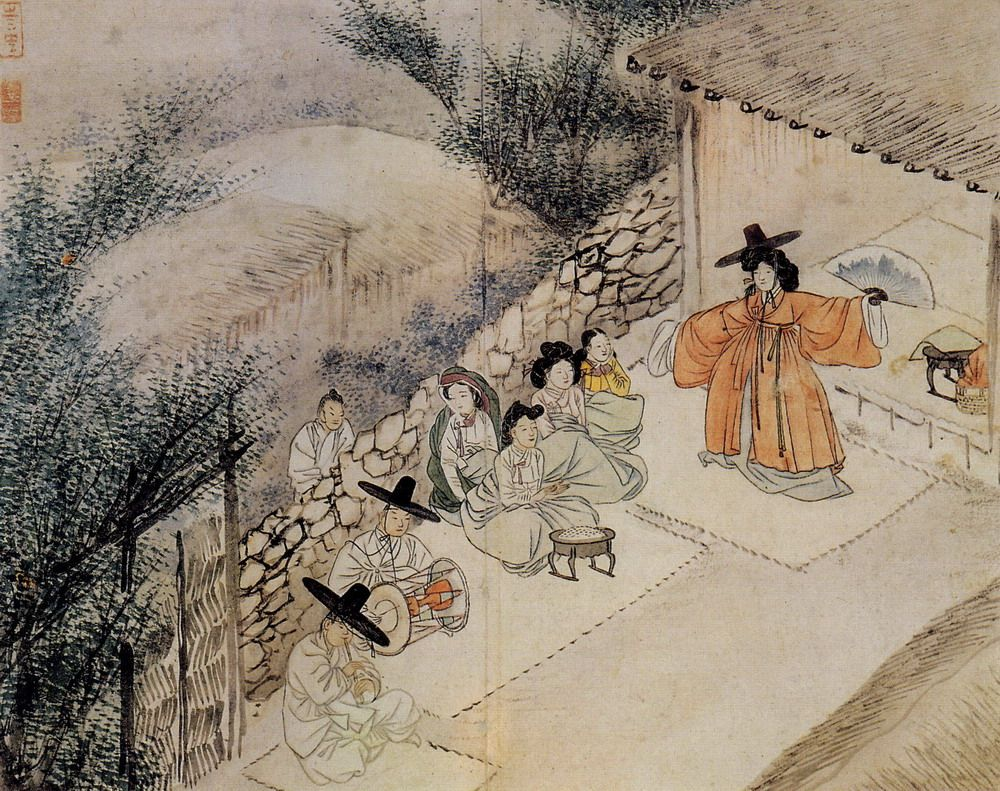
조선시대 후기(1805년)에 신윤복이 그려낸 무녀신무(巫女神舞)라는 그림에 있는 무당 묘사이다.

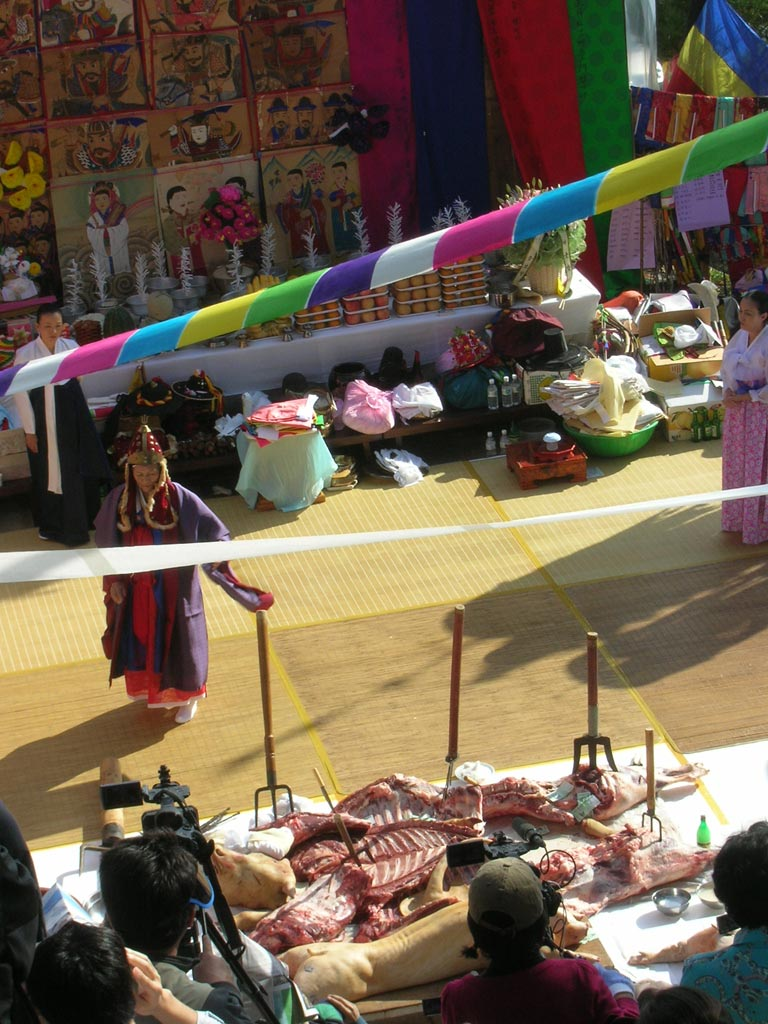
2007년 10월 한국에서 5일동안 굿을 수행한 유명한 무당이다.

굿은 무속신앙에서 하는 행사이다.   무당이 신에게 제물을 바치고 춤과 노래로 인간의 길흉화복 운명을 비는 의식이다.
굿의 뜻에 관해서는 학자간의 의견 차이가 있는데 어떤 학자는 굿을 궂은 일이나 궂은 것들을 '풀이'하는 것으로 해석하고 또 어떤 전문가는 굿을 퉁구스어나 돌궐어(突厥語)의 파생어로 보며, 형운기원(亨運祈願)의 행사를 신전에서 거행하는 행위로 본다.
학자의 의견이 어떻든간에 굿은 구조상으로는 내신(來神)과 유신(侑神：신에 권유하여 제물을 먹이는 것)의 두 장면으로 구성되어 있는데 유신에 중점을 두고 있다. 굿은 시종 노래와 춤을 위주로 하고 춤은 '도무(跳舞)'이며 노래는 일반적으로 무가(巫歌)라고 부르나 내용적으로는 신가(神歌)라고 별칭(別稱)할 만큼 특수한 음률의 노래인데 오늘날 창(唱)·송경(誦經)이 무당의 노래에 가미되어 있다. 그런데 노래는 두 박자, 즉 '덩덩 덩덩'의 연속음이고 이 음에 따라 무격은 흥분한다. 두 박자에서 세 박자, 즉 '덩 덕궁' '덩 덕궁'으로 옮아가다가 다시 다섯 박자인 '덩덩 덩 덕궁'이 연속된다. 이 음률이 반복되면서 굿은 연속된다. 그런데 어떤 굿거리에서는 무당의 음률이 아닌 타령조의 음률이 놀이의 굿거리에서 연주된다. 굿은 양재(攘災)·기복·새신(賽神)·점복 등의 신사(神事)로 구성된 무격의 의례이다. 이 신사는 굿거리에서 혼합되어 연속적으로 진행된다.
굿은 무격에 의해 진행되는데 그 진행에서 무격은 ① 제주(祭主)에 이해관계가 있는 문제를 탐지하고, ② 대상자에게 원조 또는 소원을 청하고, ③ 대상자로 하여금 자기의 요청을 듣게 한다. 이와 같이 하기 위해서 무격은 자기들이 전습한 방법을 쓰는데 신령은 그것에 따르게 되어 있다. 무격은 준비된 장소에서 서서히 낮은 소리로 노래를 부르기 시작하며 이때 치는 북은 처음엔 가장 얕고 또 뜸뜸히 울리나 점차로 빨라진다. 이것은 무격의 대상인 신령을 초청하는 것이다.  대부분의 무격은 북과 작은 방울을 두드려 초청하는 것이다. 대부분의 무격은 북과 작은 방울을 두드려 신령들의 강림을 알린다. 무격은 친히 신령들의 이름을 부르고, 나타난 각 신령에게 반갑게 인사하며 여러 가지 이야기를 나눈다. 그 이야기는 굿의 성격과 제주의 청을 신령들에게 알리는 이야기를 포함한 대담이다.
굿은 이 대담의 뒤를 이어 도약하는 춤, 괴기(怪奇)하고 광폭한 행동과 큰 소리 등으로 엮어지는 제2단계에 들어간다. 만약 무격이 병의 원인을 알고 제거하기 위하여 불려 왔다면 그는 신령에게 병의 근원을 묻고, 그 신령 중에 가장 세력이 있는 신령의 원조를 확보한다. 굿이 3차 단계에 이르면 무격은 장구와 방울 등 무악을 울리면서 환자에게 주술적 행위를 가한다. 한편 병귀(病鬼)에게 음식물을 제공하여 병귀를 스스로 가게 하거나 쫓아내는 흉내를 한다. 그후 환자로부터 나간 혼을 되찾아서 복귀시킨다. 이 행위들은 모두 흉내이다. 따라서 흉내를 냄으로써 그 목적한 바가 달성된다고 믿어지는 것이다. 굿의 목적한 바가 이루어졌으면 입석하였던 신령들을 왔던 길로 되돌려 보내는 신로(辛勞)를 무격이 제4단계인 뒷전에서 한다. 이것으로 굿은 끝난 것이 된다.
네 단계의 각 단계에서 거리(巨里)의 행사가 있게 된다. 서울의 경사 굿이나 지노귀 굿은 12 내지 14거리로 구성되어 있으나 그것도 무격에 따라 일정한 숫자의 거리는 아니다. 또 굿거리는 무격이 단독으로 실현하지 않고 교체하면서 실연된다. 12거리는 부정·가망청배·젠적·불사거리·조상·상산·별상·대감·제석·오귀·군웅·창부인데, 무당에 따라서 어떤 거리 대신에 만명 뒷전을 거리에 넣어 굿거리로 삼는다. 또 한 거리가 몇 가지 토막으로 되어 있기도 하다.  예를 들면 군웅거리가 청배·춤·신화·만수맞이로 되어 있는 것이나, 상산거리가 관성제군놀이와 최영놀이로 구성되어 있는 것이다.
굿은 대개 씨끔굿(일명 오구숫)·안택굿·별신굿의 세 가지로 대별된다. 전자는 익사(溺死) 또는 횡사(橫死)한 사람의 넋을 의로하고 좋은 곳으로 모시는 굿이다. 무당은 이 굿을 조상굿이라 하여 조상을 위로하는 굿이라고도 한다. 서울에서의 지노귀굿이나 강원도·경상도 지방에서 울리는 오구굿이 이 굿에 포함될 수 있다. 둘째 것도 1년 동안의 무사태평을 비는 굿이고, 후자는 부락민의 평강(平康)과 풍년을 비는 굿이다.

## 굿의 종류

### 씻김굿
전라남도 지방에서 사자의례(死者儀禮)로 행해지는 일종의 민간 신앙의식. 경기도 지방의 '자리걷기', '기노귀국', '천금새남', 서울 지방의 '길가름' 등과 비슷한 성격의 의식이다. 돗자리로 죽은 사람의 옷을 말아 몸체를 세우고, 그 위에 사자(死者)의 넋을 담은 식기(食器)를 얹어죽은 사람의 머리를 상징한다. 다시 그 위에 솥뚜경을 얹어 모자로 삼고 무녀가 무가(巫歌)를 부르며 빗자루로 신체를 씻긴다.

### 매굿
섣달 그믐날 밤에 당산과 집집마다 농악을 쳐서 잡귀를 쫓고 새해 복을 불러들이는 농악의식을 말한다. 지방에 따라 매굿·매끼굿·매구굿으로도 불린다.

### 마당밟이굿
정초나 기타 특수한 계절에 농악대가 집안 구석구석 굿을 쳐주고 고사를 지내주는 것을 말한다. 마당밟이굿을 쳐주는 직업적인 농악단을 걸립패(글립패) 혹은 걸궁패라 하는데, 마을에 이르러서는 당산굿을, 대문에서는 문굿을, 우물에서는 샘굿을, 부엌에서는 조왕굿을, 뒤안에서는 천룡굿을 마루에서는 성주굿을 쳐준다. 굿을 칠 때마다 축원구호(祝願口號) 혹은 축원가요(祝願歌謠: 地神밟기謠)를 부르고 나서 쇠가락을 친다. 성주굿에서는 긴 고사사설(告祀辭說)을 노래로 부른다.

### 하회별신굿
정월 초이튿날에서 보름 사이에 경상북도 안동시 풍천면 하회마을에서 주민들이 병을 앓지 않고 편안하게 지내기를 기원하며 서낭신(神)을 위안하는 부락제를 마친 후 벌이는 가면극을 말한다.  이 부락제는 반드시 마을 주민들이 지내게 되어 있는데, 서낭신이 대제를 원하는 경우, 10년마다 주민들이 대제를 지내지 않으면 서낭신이 벌을 내려 병자가 생길까 봐서 드린다.

### 배뱅이굿
노래와 춤을 섞어서 하는 놀이의 하나. 관서(關西)·해서(海西) 지방에서 성행되는 놀이의 하나이다.   배뱅이란 이 놀이에 나오는 여자 주인공의 이름이니, 그는 문벌이 높은 집의 무남독녀로 태어나서 곱게 자라 열여덟살에 우연히 병을 얻어 죽었다고 한다. 이 처녀를 낳을 때 어머니의 꿈에 비둘기 목을 비틀어 버렸다고 해서 이름을 '배뱅이'라고 지었다는 것이다. 이 놀이의 내용은 죽은 배뱅이의 혼령을 엉터리 박수무당이 교묘한 수단을 써서 거짓으로 넋풀이굿을 해주고 많은 재물을 얻어 가진다는 것이다. 무격(巫覡)의 일면상을 보여 주는 놀이이다. 특히 이 배뱅이굿의 창조(唱調)는 관서지방 무당들의 노랫소리 그대로이다. 이 배뱅이굿은 최근세에 형성된 것으로 보인다.

## 같이 보기
- 푸닥거리